# حاجز الصوت (فلم)
حاجز الصوت (بالإنجليزية: The Sound Barrier) هو فيلم تم إنتاجه في المملكة المتحدة وصدر في سنة 1952. الفيلم من إخراج ديفيد لين.

## بطولة
- رالف ريتشاردسون
- دنهولم إليوت

### ترشيحات وجوائز
| السنة | الحدث          | الفئة          | النتيجة  |
| ----- | -------------- | -------------- | -------- |
|       | جائزة الأوسكار | أفضل خلط أصوات | فـــــوز |

## وصلات خارجية
- مقالات تستعمل روابط فنية بلا صلة مع ويكي بيانات